# Vacoa des montagnes
Pandanus montanus
Espèce

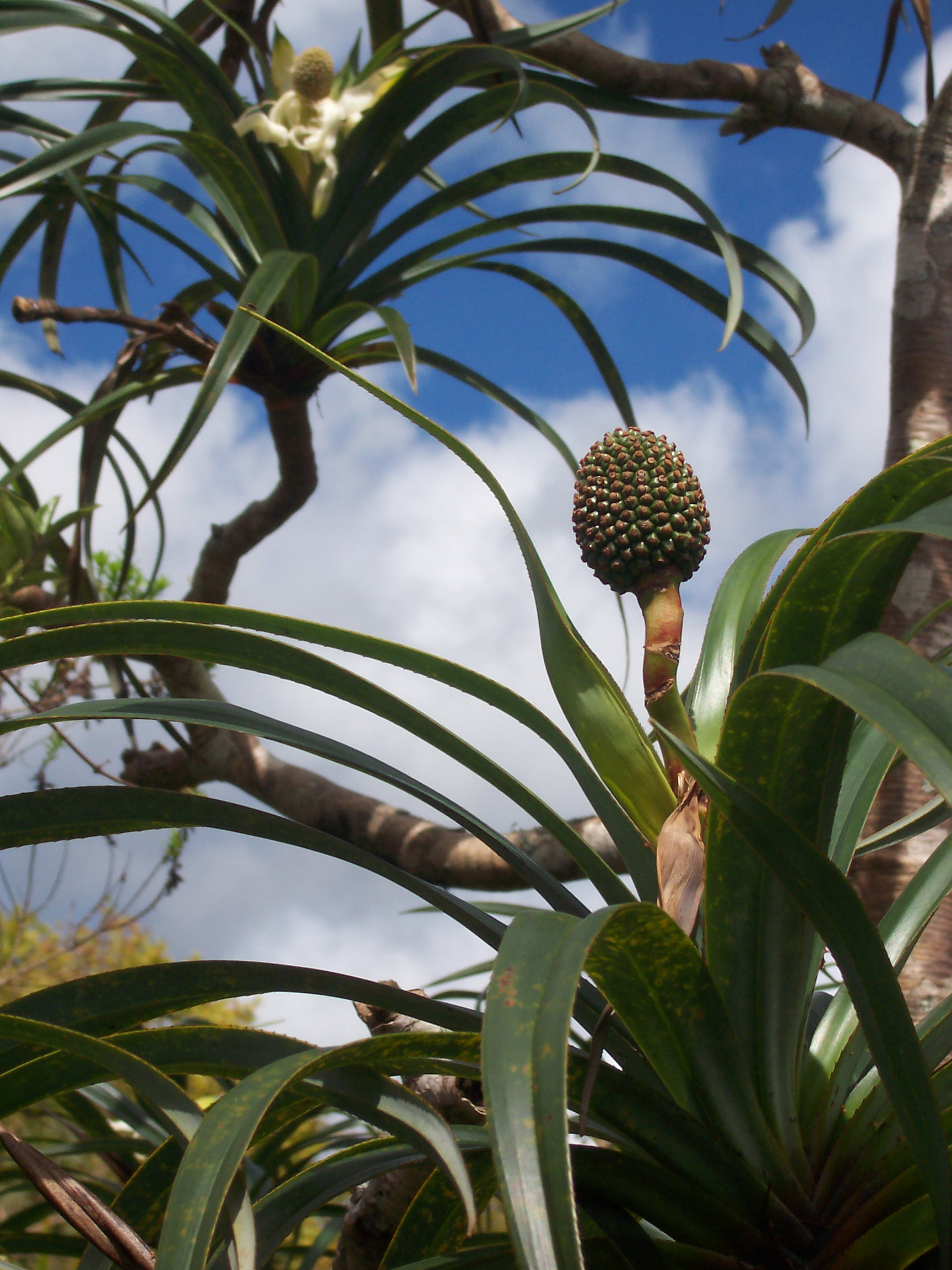
Fruit.

Le vacoa des montagnes, ou pimpin ou vacoa pimpin (Pandanus montanus), est une espèce de plantes à fleurs de la famille des Pandanacées. C'est une plante arborescente, endémique de La Réunion. Il peut atteindre 3 à 4 mètres de hauteur
C'est une plante des montagnes humides, caractéristique de la formation naturelle appelée « fourrés à Pandanus », que l'on peut notamment observer en contrebas du village de la Plaine-des-Palmistes. Les forêts de pandanus sont appelées pandanaies.

## Systématique
Le nom correct complet (avec auteur) de ce taxon est Pandanus montanus Bory.
Ce taxon porte en français les noms vernaculaires ou normalisés suivants : Vacoi des montagnes, Pimpin, Petit pimpin, Vacoua marron, pimpin, vacoa des montagnes, vacoa pimpin.
Pandanus montanus a pour synonymes :
- Pandanus borbonicus Huynh
- Pandanus erigens Thouars
- Pandanus gaudichaudii Martelli
- Pandanus pyramidatus Carmich.
- Pandanus pyramidatus Carmich. ex Balf.f.
- Pandanus sussea Balf.f.
- Sussea conoidea Gaudich.
- Sussea microcarpa Gaudich.